# 紫冠雉
紫冠雉（学名：Penelope purpurascens）是一種鳳冠雉。牠們分佈在墨西哥南部及尤卡坦半島至厄瓜多爾西部及委內瑞拉北部達海拔1850米的地方。
其种加词“purpurascens”意为“有点紫色的”。

## 特徵
紫冠雉是大型的鳥類，一般長86厘米及重1.7公斤。牠們的外觀像火雞，頭細小而有冠，腳長而有力，尾巴闊而長。牠們主要呈深褐色，頸部及胸部有白色斑點。臀部及腹部都呈赤褐色。眼眶沒有羽毛，皮膚呈藍灰色，喉嚨有紅色的垂肉。雌雞及雄雞相似，小雞則有黑色斑紋及赭色斑點。

## 行為
紫冠雉棲於森林中。牠們的鳥巢是築於樹上或樹樁上，以樹枝組成及葉子圍邊。雌雞每次會生2-3隻蛋，蛋表面粗糙及呈白色。雌雞會獨自槃蛋。
紫冠雉是群居的，很多時都是成雙成對或一群6-12隻居住。牠們會在樹枝上走動，尋找果實及葉子作食物。

## 保育
紫冠雉較偏遠的分佈地因伐林及獵殺而大幅縮小。

## 外部連結
- Internet Bird Collection
- 紫冠雉的郵票 （页面存档备份，存于）
- VIREO （页面存档备份，存于）